# Jacques Leenaert
Jacques Leenaert (* 21. oder 22. Januar 1921 in Roubaix; † 18. März 2004) war ein französischer Fußballspieler.

## Karriere
Der 178 Zentimeter große Stürmer Leenaert wuchs in der nordfranzösischen Stadt Roubaix auf, wo er bereits als Neunjähriger in die Jugendabteilung des Erstligisten Excelsior AC Roubaix eintrat. Sein Profidebüt gab er am 2. Oktober 1938, als er für die erste Mannschaft des EAC Roubaix bei einem 3:2-Sieg gegen den FC Sochaux in der ersten Liga auflief. Der damals 17-Jährige wurde zu einer Zeit, in der Ein- und Auswechslungen noch nicht möglich waren, für keine weiteren Partien berücksichtigt, bis 1939 der offizielle Spielbetrieb bedingt durch den Beginn des Zweiten Weltkriegs eingestellt wurde. Er wurde ins Militär einberufen und 1940 als Soldat nach Nordafrika geschickt. Nachdem er im Januar 1943 zurückgekehrt war, konnte er unter Amateurstatus wieder für Excelsior spielen, wenngleich der offizielle Spielbetrieb weiterhin ruhte. 1944 wurde er erneut zur Teilnahme am Krieg verpflichtet und kämpfte im Elsass gegen die deutschen Truppen, wobei er unter anderem bei der Befreiung von Colmar mitwirkte. Anschließend nahm er am weiteren Vorrücken Richtung Deutschland und Österreich teil, ehe er nach Roubaix zurückkehrte.
Nach Kriegsende erhielt er bei Excelsiors Nachfolgeklub CO Roubaix-Tourcoing einen Vertrag und stand eine Zeit lang für die Reservemannschaft auf dem Platz, ehe er zu Beginn der Saison 1946/47 den Durchbruch in der Erstligamannschaft erreichte. Er traf im Verlauf der Spielzeit zehn Mal und trug so dazu bei, dass seine Mannschaft den ersten Platz belegte und damit französischer Meister von 1947 wurde. Dieser Erfolg stellte seinen ersten und einzigen Titelgewinn auf nationaler Ebene dar. Am 21. September 1947 machte er besonders auf sich aufmerksam, als er bei einem 4:4-Unentschieden gegen den Stade Rennes alle vier Treffer für seine Mannschaft erzielte. Bis zum Saisonende 1947/48 traf er 14 Mal und verbuchte damit sein erfolgreichstes Jahr im Hinblick auf seine Torjägerqualitäten. Anschließend wurde er meist im defensiven Mittelfeld aufgeboten, weswegen er fortan kaum noch eigene Torerfolge beisteuern konnte. Mit dem Meister von 1947 rutschte er zu dieser Zeit ins untere Tabellenmittelfeld ab und die Rückkehr an die Spitze gelang nie wieder. 1952 beendete er mit 31 Jahren nach 155 Erstligapartien mit 29 Toren seine Profilaufbahn. Eine Berufung in die französische A-Nationalelf war Leenaert nie vergönnt, auch wenn er für die B-Mannschaft seines Landes zum Einsatz gekommen war.